# Rio dei Ferai
Rio dei Ferai, anche Rio dei Ferali, è un breve corso d'acqua interno veneziano situato nel sestiere di San Marco.

## Origine del nome

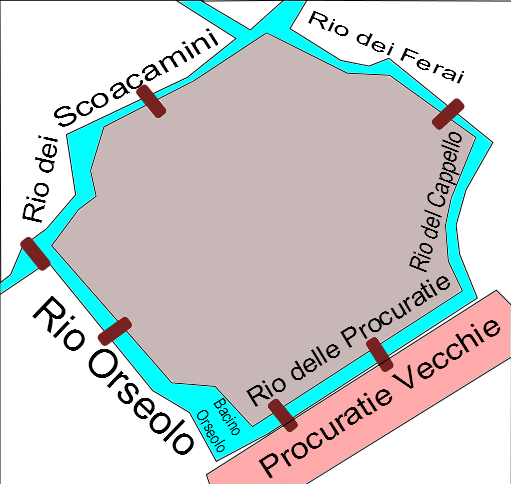
L'isola San Gallo e la posizione del Rio dei Ferai.

Il nome deriva dalla tradizione veneziana iniziata nel XVIII secolo di illuminare con fanali alimentati ad olio (ferai o ferali) la zona attorno a San Marco e finanziata dai commercianti della zona e poi dalla tassazione pubblica. In seguito si passò ad utilizzare il gas.

## Descrizione

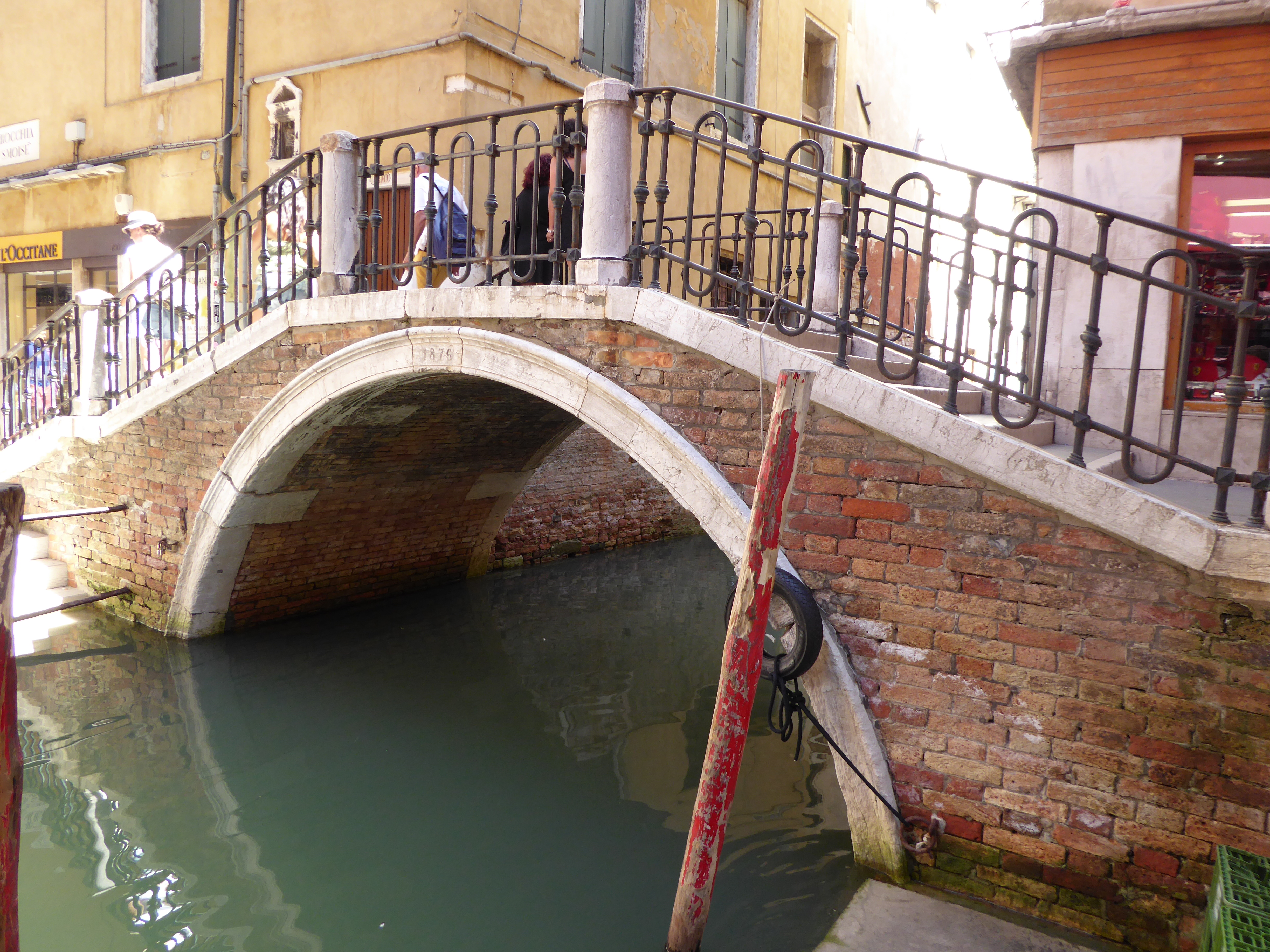
Ponte dei Ferai.

Il breve canale si trova tutto all'interno del sestiere di San Marco e con Rio dei Scoacamini, Rio delle Procuratie, Rio del Cappello e Rio Orseolo forma la piccola isola di San gallo con vari monumenti importanti, come la chiesa di Santa Croce degli Armeni.
Sul canale passa un solo ponte, il ponte dei Ferai (o Ferali)

## Luoghi d'interesse
- Chiesa di Santa Croce degli Armeni
- Campo San Gallo
- Procuratie